# Rosetta Noli
Rosetta Noli (Genova, 25 marzo 1922 – Genova, 24 gennaio 2018) è stata un soprano italiano.

## Biografia
Debutta nel 1948 come Nedda in Pagliacci, iniziando una carriera breve ma intensa, che la porta al Teatro dell'Opera di Roma come Micaela in Carmen, accanto a Giulietta Simionato e Mario Del Monaco, e come Margherita in Mefistofele, che fu il ruolo prediletto e per il quale è maggiormente ricordata.
Sempre in Mefistofele, nel 1952 debutta alla Scala, dove è presente per due stagioni interpretando La bohème, Faust e L'amore di Danae. Appare nei principali teatri italiani e francesi, oltre che nei titoli già citati, in Manon, Otello, La traviata, Madama Butterfly, Turandot (Liù), La bohème di Ruggero Leoncavallo ecc.
Dopo il ritiro  dalle scene svolge per lungo tempo l'attività di insegnante a Genova, Vercelli e alla scuola dell'Opera di Parigi. Era zia del tenore Ottavio Garaventa.

## Discografia
- La traviata, con Giuseppe Campora, Carlo Tagliabue, dir. Umberto Berrettoni - Remington 1950
- Mefistofele, con Giulio Neri, Gianni Poggi, Simona Dall'Argine, dir. Franco Capuana - Urania 1952
- Il bacio (Vestilia), con Lina Pagliughi, Angelo Lo Forese, Rosanna Papagni, dir. Francesco Molinari Pradelli - dal vivo RAI-Milano 1954 ed. EJS/Lyric Distribution
- Pagliacci, con Mario Del Monaco, Afro Poli, Otello Borgonovo, dir. Vincenzo Bellezza - dal vivo Napoli 1957 ed. House of Opera
- Turandot (selez.), con Adelina Cambi, Mario Filippeschi, dir. Vincenzo Bellezza - dal vivo Arena Flegrea Napoli 1957 ed. Bongiovanni
- La bohème (Leoncavallo), con Ettore Bastianini, Isidoro Antonioli, Mafalda Masini, Walter Monachesi, dir. Francesco Molinari Pradelli - dal vivo Napoli 1958 ed. Myto/Hardy Classic

## Repertorio
- Franco Alfano
  - Il dottor Antonio (Speranza)
- Georges Bizet
  - Carmen (Micaela)
- Arrigo Boito
  - Mefistofele (Margherita)
- Charles Gounod
  - Faust (Margherita)
- Ruggero Leoncavallo
  - Pagliacci (Nedda)
  - La bohème (Mimì)
- Jules Massenet
  - Manon (Manon Lescaut)
- Giacomo Puccini
  - La bohème (Mimì)
  - Madama Butterfly (Cio-Cio-San)
  - Turandot (Liù)
- Richard Strauss
  - L'amore di Danae (Xante)
- Giuseppe Verdi
  - La traviata (Violetta Valéry)
  - Otello (Desdemona)
- Riccardo Zandonai
  - Il bacio (Servilia)